# Eyachtal beim Eckwäldchen
Das Gebiet Eyachtal beim Eckwäldchen ist ein vom Landrat in Balingen am 10. Februar 1939 durch Verordnung ausgewiesenes Landschaftsschutzgebiet auf dem Gebiet der Stadt Balingen im Zollernalbkreis.

## Lage
Das Landschaftsschutzgebiet Eyachtal beim Eckwäldchen umfasst das Eyachtal zwischen Balingen-Engstlatt und Balingen-Ostdorf.

## Landschaftscharakter
Die Eyach ist hier teilweise tief in den anstehenden Sandsteinkeuper eingeschnitten. Das Tal ist von Auwäldern und Hangwäldern bewachsen. Im Süden des Gebiets befindet sich eine Kläranlage.

## Zusammenhängende Schutzgebiete
Im Gebiet befindet sich das flächenhafte Naturdenkmal Mühltal, welches auch zum Vogelschutzgebiet Wiesenlandschaft bei Balingen gehört.